# Félix Le Dantec
Pour les articles homonymes, voir Dantec.
Félix-Alexandre Le Dantec, né le 16 janvier 1869 à Plougastel-Daoulas dans le Finistère et mort le 6 juin 1917 à Paris, est un biologiste et philosophe des sciences français.

## Biographie
Félix Le Dantec vécut une partie de sa jeunesse dans la région de Lannion (à Pleumeur-Bodou probablement).
Elève de classes préparatoires au lycée Janson-de-Sailly, il fut reçu, âgé de 16 ans seulement, premier à l'École normale supérieure en 1885 où il resta jusqu'en 1888.
Il entra alors à l'Institut Pasteur comme préparateur dans l'équipe de Ilya Ilitch Metchnikov. Son service militaire le mena en Indochine où il fut envoyé au Tonkin, puis au Laos où il participa à la « mission Pavie » en 1889-1890.
Docteur en sciences naturelles à 22 ans (sa thèse est intitulée Digestion intracellulaire chez les protozoaires), il fut envoyé par Louis Pasteur à São Paulo (Brésil) pour y fonder un laboratoire destiné à étudier la fièvre jaune qui sévit alors à Santos.
À son retour, il est nommé maître de conférences à la faculté de Lyon. En 1899, il est nommé à la Sorbonne où est créée pour lui une chaire d'embryologie générale.
Dans le domaine de la philosophie scientifique, ses ouvrages (notamment Matières vivantes, Le déterminisme biologique, Évolution individuelle et hérédité, L'unité dans l’être vivant) ont établi les bases du déterminisme scientifique.
Il meurt de la tuberculose. Un long article lui rendant hommage a été publié peu après sa mort par la revue Annales de Bretagne en 1918.
Son neveu, Yves-Gérard le Dantec (1898-1958), bibliothécaire, a en particulier établi le texte des œuvres poétiques complètes de Baudelaire et de Verlaine aux éditions de la pléiade. L’Académie française lui a décerné, à titre posthume, le prix Aubry-Vitet en 1960 pour l'ensemble de son œuvre.

## Œuvres
- La Rivière Noire (Annales de Géographie, 1891)
- Les Peuples de la rivière Noire (Annales de Géographie, 1891)
- Recherches sur la digestion intracellulaire chez les protozoaires (1891)
- Symbiose des algues (Annales de l'Institut Pasteur, 1892)
- La matière vivante, (Masson, 1895)
- Théorie nouvelle de la vie (Félix Alcan, coll. «Bibliothèque scientifique internationale», 1896) [lire en ligne]
- Les sporozoaires et particulièrement les coccidies pathogènes (Masson, 1896)
- La forme spécifique : types d'êtres unicellulaires (Masson, 1897)
- La bactéridie charbonneuse: assimilation, variation, sélection (Masson, 1897)
- Le Déterminisme biologique et la Personnalité consciente: esquisse d'une théorie chimique des épiphénomènes (Félix Alcan, coll. «Bibliothèque de philosophie contemporaine», 1897)
- Évolution individuelle et hérédité : théorie de la variation quantitative (Félix Alcan, coll. «Bibliothèque scientifique internationale», 1898)
- L'individualité et l'erreur individualiste (Félix Alcan, coll. «Bibliothèque de philosophie contemporaine», 1898)
- La sexualité (1899)
- Lamarckiens et darwiniens : discussion de quelques théories sur la formation des espèces (Félix Alcan, coll. «Bibliothèque de philosophie contemporaine», 1899)
- Darwin, Revue de Paris (1901)
- Le Conflit, entretiens philosophiques (1901)
- Les Colonies (introduction à l'étude de la pathologie exotique) (Questions diplomatiques et coloniales, 1902)
- L'unité dans l'être vivant : essai d'une biologie chimique (Félix Alcan, coll. «Bibliothèque de philosophie contemporaine», 1902)
- Traité de biologie (Félix Alcan, 1903)
- Les limites du connaissable : la vie et les phénomènes naturels (Félix Alcan, coll. «Bibliothèque de philosophie contemporaine», 1903)
- Les Influences ancestrales (Flammarion, Bibliothèque de philosophie scientifique, 1904)
- Les Lois naturelles, réflexions d'un biologiste sur les sciences (Félix Alcan, 1904)
- La Lutte universelle (Flammarion, Bibliothèque de philosophie scientifique, 1906)
- L'Athéisme (Flammarion, Bibliothèque de philosophie scientifique, 1906) [lire en ligne]
- Introduction à la pathologie générale (Félix Alcan, 1906)
- De l'homme à la science : Philosophie du XXe siècle (Flammarion, Bibliothèque de philosophie scientifique, 1907)
- Éléments de philosophie biologique (Félix Alcan, 1907)
- Science et conscience : Philosophie du XXe siècle (Flammarion, Bibliothèque de philosophie scientifique, 1908)
- La Crise du transformisme (Félix Alcan, Nouvelle collection scientifique,1909)
- La stabilité de la vie : étude énergétique de l'évolution des espèces (Félix Alcan, coll. «Bibliothèque scientifique internationale», 1910)
- L'Égoïsme, seule base de toute société : étude des déformations résultant de la vie en commun (Flammarion, Bibliothèque de philosophie scientifique, 1911)
- Le Chaos et l'Harmonie universelle (Félix Alcan, coll. «Bibliothèque de philosophie contemporaine», 1911)
- La Science de la vie (Flammarion, Bibliothèque de philosophie scientifique, 1912)
- Qu'est-ce que la science ? définition de la science, les appareils de mesure (1912)
- Contre la métaphysique, questions de méthode (Félix Alcan, coll. «Bibliothèque de philosophie contemporaine», 1912)
- La « mécanique » de la vie (Flammarion, 1913)
- Considérations biologiques sur le cancer (Poinat, 1914)
- Physiologie [Méthode] (1915)
- Le Problème de la mort et la Conscience universelle (1917)
- Savoir ! Considérations sur la Méthode scientifique, la guerre et la morale (Flammarion, Bibliothèque de philosophie scientifique, 1917)

## Hommages
La rue Le Dantec est ouverte en 1934 dans le 13e arrondissement de Paris en hommage. Le lycée Félix-Le Dantec de Lannion porte également son nom en hommage. Il existe aussi une rue Félix-Le Dantec à Brest, Saint-Brieuc, Quimper et Plougastel-Daoulas.